# 78-я гвардейская стрелковая дивизия
78-я гвардейская стрелковая Висленская ордена Суворова дивизия (78-я гв. сд) — воинское соединение РККА, принимавшее участие в Великой Отечественной войне в составе 4-й, 5-й, 7-й гвардейских и 53-й, 57-й, 64-й армий.

## История
Приказом Ставки Верховного Главного Командования № 104 от 1 марта 1943 года, за успешные боевые действия, стойкость и героизм в борьбе с немецко-фашистскими захватчиками 204-я стрелковая дивизия была преобразована в 78-ю гвардейскую стрелковую дивизию.

## Периоды вхождения в состав Действующей армии
- 1 марта 1943 года — 9 мая 1945 года[2].

## Состав
Новая нумерация частям дивизии присвоена 20 апреля 1943 года.
- 223-й гвардейский стрелковый полк
- 225-й гвардейский стрелковый полк
- 228-й гвардейский стрелковый полк
- 158-й гвардейский артиллерийский полк
- 81-й отдельный гвардейский истребительно-противотанковый дивизион
- 75-я отдельная гвардейская разведывательная рота
- 89-й отдельный гвардейский сапёрный батальон
- 107-й отдельный гвардейский батальон связи (до 5 ноября 1944 года 107-я отдельная гвардейская рота связи)
- 353-й (85-й) отдельный медико-санитарный батальон
- 82-я отдельная гвардейская рота химической защиты
- 370-я (83-я) автотранспортная рота
- 77-я полевая хлебопекарня
- 457-й (79-й) дивизионный ветеринарный лазарет
- 1487-я полевая почтовая станция
- 921-я полевая касса Государственного банка СССР

## Подчинение
| Дата             | Фронт (округ)                               | Армия                 | Корпус                             | Примечания |
| ---------------- | ------------------------------------------- | --------------------- | ---------------------------------- | ---------- |
| 02.03.1943 года  | Воронежский фронт                           | 64-я армия            | -                                  | -          |
| 01.04.1943 года  | Воронежский фронт                           | 64-я армия            | -                                  | -          |
| 01.05.1943 года  | Воронежский фронт                           | 7-я гвардейская армия | -                                  | -          |
| 01.06. 1943 года | Воронежский фронт                           | 7-я гвардейская армия | 25-й гвардейский стрелковый корпус | -          |
| 01.07. 1943 года | Воронежский фронт                           | 7-я гвардейская армия | 25-й гвардейский стрелковый корпус | -          |
| 01.08.1943 года  | Степной фронт                               | 7-я гвардейская армия | 25-й гвардейский стрелковый корпус | -          |
| 01.09.1943 года  | Степной фронт                               | 7-я гвардейская армия | 25-й гвардейский стрелковый корпус | -          |
| 01.10.1943 года  | Степной фронт                               | 7-я гвардейская армия | 24-й гвардейский стрелковый корпус | -          |
| 01.11.1943 года  | 2-й Украинский фронт                        | 7-я гвардейская армия | 25-й гвардейский стрелковый корпус | -          |
| 01.12.1943 года  | 2-й Украинский фронт                        | 7-я гвардейская армия | 25-й гвардейский стрелковый корпус | -          |
| 01.01.1944 года  | 2-й Украинский фронт                        | 57-я армия            | 64-й стрелковый корпус             | -          |
| 01.02.1944 года  | 2-й Украинский фронт                        | 53-я армия            | -                                  | -          |
| 01.03.1944 года  | 2-й Украинский фронт                        | 53-я армия            | 26-й гвардейский стрелковый корпус | -          |
| 01.04.1944 года  | 2-й Украинский фронт                        | 4-я гвардейская армия | 21-й гвардейский стрелковый корпус | -          |
| 01.05.1944 года  | 2-й Украинский фронт                        | 5-я гвардейская армия | 75-й стрелковый корпус             | -          |
| 01.06.1944 года  | 2-й Украинский фронт                        | 5-я гвардейская армия | 33-й гвардейский стрелковый корпус | -          |
| 01.07.1944 года  | Резерв Ставки Верховного Главнокомандования | 2-я гвардейская армия | 13-й гвардейский стрелковый корпус | -          |
| 01.08.1944 года  | 1-й Украинский фронт                        | 5-я гвардейская армия | 33-й гвардейский стрелковый корпус | -          |
| 01.09.1944 года  | 1-й Украинский фронт                        | 5-я гвардейская армия | 33-й гвардейский стрелковый корпус | -          |
| 01.10.1944 года  | 1-й Украинский фронт                        | 5-я гвардейская армия | 33-й гвардейский стрелковый корпус | -          |
| 01.11.1944 года  | 1-й Украинский фронт                        | 5-я гвардейская армия | 33-й гвардейский стрелковый корпус | -          |
| 01.12.1944 года  | 1-й Украинский фронт                        | 5-я гвардейская армия | 33-й гвардейский стрелковый корпус | -          |
| 01.01.1945 года  | 1-й Украинский фронт                        | 5-я гвардейская армия | 33-й гвардейский стрелковый корпус | -          |
| 01.02.1945 года  | 1-й Украинский фронт                        | 5-я гвардейская армия | 33-й гвардейский стрелковый корпус | -          |
| 01.03.1945 года  | 1-й Украинский фронт                        | 5-я гвардейская армия | 33-й гвардейский стрелковый корпус | -          |
| 01.04.1945 года  | 1-й Украинский фронт                        | 5-я гвардейская армия | 33-й гвардейский стрелковый корпус | -          |
| 01.05.1945 года  | 1-й Украинский фронт                        | 5-я гвардейская армия | 33-й гвардейский стрелковый корпус | -          |

## Командиры
- Скворцов, Александр Васильевич (01.03.1943 — 18.12.1943), генерал-майор;
- Мотов, Александр Григорьевич (19.12.1943 — 13.03.1945), генерал-майор;
- Трофимов, Захар Трофимович (14.03.1945 — 11.05.1945), генерал-майор[5].

## Награды и почётные наименования
| Награда (наименование)        | Дата                                                                                  | За что награждена |
| ----------------------------- | ------------------------------------------------------------------------------------- | --- |
| Почётное звание «Гвардейская» | присвоено приказом Ставки Верховного Главного Командования № 104 от 1 марта 1943 года | за проявленную отвагу в боях за Отечество с немецкими захватчиками, за стойкость, мужество, дисциплину и организованность                               |
| «Висленская»                  | присвоено приказом ВГК № 295 от 1 сентября 1944 года                                  | за отличие в боях при форсировании реки Висла |
| Орден Суворова II степени     | награждена Указом Президиума ВС СССР от 4 июня 1945 года                              | за образцовое выполнение заданий командования в боях с немецкими захватчиками при овладении городом Дрезден и проявленные при этом доблесть и мужество. |

Награды частей дивизии:
- 225-й гвардейский стрелковый Дембицкий[7] Краснознамённый[8] ордена Александра Невского[9] полк
- 228-й гвардейский стрелковый Одерский[10] Краснознамённый[8] ордена Александра Невского[11] полк
- 158-й гвардейский артиллерийский Дембицкий[7] ордена Богдана Хмельницкого[11] полк
- 81-й отдельный гвардейский истребительно-противотанковый ордена Богдана Хмельницкого[12] дивизион
- 89-й отдельный гвардейский сапёрный ордена Красной Звезды[11] батальон
- 107-й отдельный гвардейский ордена Красной Звезды[11] батальон связи

## Отличившиеся воины дивизии
Герои Советского Союза:
- Бирбраер, Евгений Абрамович, гвардии старший лейтенант, командир миномётной роты 225-го гвардейского стрелкового полка. Указ Президиума Верховного Совета СССР от 26 октября 1943 года.
- Борисов, Леонид Николаевич, гвардии старший лейтенант, командир роты 228-го гвардейского стрелкового полка. Указ Президиума Верховного Совета СССР от 27 июня 1945 года.
- Брынь, Василий Мартынович, гвардии ефрейтор, сапёр 89-го гвардейского отдельного сапёрного батальона. Указ Президиума Верховного Совета СССР от 26 октября 1943 года.
- Бурмистров, Иван Николаевич, гвардии красноармеец, телефонист роты связи 225-го гвардейского стрелкового полка. Указ Президиума Верховного Совета СССР от 26 октября 1943 года.
- Галимзянов, Салимзян Галимзянович, гвардии красноармеец, стрелок 225-го гвардейского стрелкового полка. Указ Президиума Верховного Совета СССР от 26 октября 1943 года.
- Гильдунин, Борис Константинович, гвардии старший лейтенант, командир 89-го гвардейского отдельного сапёрного батальона. Указ Президиума Верховного Совета СССР от 26 октября 1943 года.
- Григоров, Иван Алексеевич, гвардии старший сержант, командир орудия 158-го гвардейского артиллерийского полка. Указ Президиума Верховного Совета СССР от 10 апреля 1945 года.
- Гриненко, Максим Емельянович, гвардии красноармеец, телефонист 107-й гвардейской отдельной роты связи. Указ Президиума Верховного Совета СССР от 26 октября 1943 года.
- Гуревич, Семён Шоломович, гвардии лейтенант, командир телефонно-кабельного взвода 107-й гвардейской отдельной роты связи. Указ Президиума Верховного Совета СССР от 26 октября 1943 года.
- Егоров, Павел Иванович, гвардии старший сержант, командир орудия 158-го гвардейского артиллерийского полка. Указ Президиума Верховного Совета СССР от 26 октября 1943 года.
- Ерофеев, Евгений Семёнович, гвардии младший лейтенант, командир взвода 225-го гвардейского стрелкового полка. Указ Президиума Верховного Совета СССР от 26 октября 1943 года.
- Захаров, Геннадий Михайлович, гвардии лейтенант, командир телефонно-кабельного взвода 107-й гвардейской отдельной роты связи. Указ Президиума Верховного Совета СССР от 26 октября 1943 года.
- Златин, Ефим Израилевич, гвардии сержант, командир миномётного взвода 225-го гвардейского стрелкового полка. Указ Президиума Верховного Совета СССР от 26 октября 1943 года.
- Иванов, Роман Гаврилович, гвардии старший лейтенант, командир взвода 89-го гвардейского отдельного сапёрного батальона. Указ Президиума Верховного Совета СССР от 26 октября 1943 года.
- Иванушкин, Павел Фёдорович, гвардии старший сержант, командир отделения 89-го отдельного сапёрного батальона. Указ Президиума Верховного Совета СССР от 26 октября 1943 года.
- Каштанов, Алексей Константинович, гвардии младший лейтенант, командир огневого взвода 158-го гвардейского артиллерийского полка. Указ Президиума Верховного Совета СССР от 26 октября 1943 года.
- Коваль, Иван Нестерович, гвардии сержант, командир орудия 158-го гвардейского артиллерийского полка. Указ Президиума Верховного Совета СССР от 26 октября 1943 года.
- Комаров, Григорий Васильевич, гвардии ефрейтор, телефонист 107-й гвардейской отдельной роты связи. Указ Президиума Верховного Совета СССР от 26 октября 1943 года.
- Коньшаков, Андрей Степанович, гвардии старший сержант, командир орудия 225-го гвардейского стрелкового полка. Указ Президиума Верховного Совета СССР от 26 октября 1943 года.
- Корнев, Иван Фёдорович, гвардии красноармеец, телефонист 107-й отдельной гвардейской роты связи. Указ Президиума Верховного Совета СССР от 26 октября 1943 года.
- Лаврик, Иван Иванович, гвардии младший лейтенант, командир огневого взвода 158-го гвардейского артиллерийского полка. Указ Президиума Верховного Совета СССР от 26 октября 1943 года.
- Лебедев, Михаил Васильевич, гвардии лейтенант, командир взвода управления батареи 158-го гвардейского артиллерийского полка. Указ Президиума Верховного Совета СССР от 26 октября 1943 года.
- Легезин, Павел Константинович, гвардии старший лейтенант, командир батареи 158-го гвардейского артиллерийского полка. Указ Президиума Верховного Совета СССР от 26 октября 1943 года.
- Лысов, Михаил Сергеевич, гвардии старший сержант, командир сапёрного отделения 89-го гвардейского отдельного сапёрного батальона. Указ Президиума Верховного Совета СССР от 26 октября 1943 года.
- Максимкин, Николай Александрович, гвардии старший лейтенант, командир роты 89-го гвардейского отдельного сапёрного батальона. Указ Президиума Верховного Совета СССР от 26 октября 1943 года.
- Медведев, Михаил Михайлович, гвардии ефрейтор, сапёр 89-го гвардейского отдельного сапёрного батальона. Указ Президиума Верховного Совета СССР от 26 октября 1943 года.
- Молчанов, Евгений Михайлович, гвардии старший сержант, заместитель командира пулемётного отделения 223-го гвардейского стрелкового полка. Указ Президиума Верховного Совета СССР от 1 ноября 1943 года.
- Мурзин, Ибрагим Хусаинович, гвардии старший сержант, командир орудия 158-го гвардейского артиллерийского полка. Указ Президиума Верховного Совета СССР от 10 апреля 1945 года. Указ Президиума Верховного Совета СССР от 26 октября 1943 года.
- Павлов, Никифор Савельевич, гвардии младший сержант, начальник центральной телефонной станции роты связи 225-го гвардейского стрелкового полка.
- Папель, Арнольд Оскарович, гвардии сержант, командир орудия 158-го гвардейского артиллерийского полка. Указ Президиума Верховного Совета СССР от 26 октября 1943 года.
- Петикин, Павел Иванович, гвардии старший лейтенант, командир батареи 150-го гвардейского артиллерийского полка. Указ Президиума Верховного Совета СССР от 26 октября 1943 года.
- Печенюк, Василий Григорьевич, гвардии старший сержант, командир отделения 89-го гвардейского отдельного сапёрного батальона. Указ Президиума Верховного Совета СССР от 26 октября 1943 года.
- Плешков, Пётр Антонович, гвардии майор, командир 225-го гвардейского стрелкового полка. Указ Президиума Верховного Совета СССР от 26 октября 1943 года.
- Скворцов, Александр Васильевич, гвардии генерал-майор, командир дивизии. Указ Президиума Верховного Совета СССР от 26 октября 1943 года.
- Сорокин, Михаил Иванович, гвардии лейтенант, командир взвода 89-го гвардейского отдельного сапёрного батальона. Указ Президиума Верховного Совета СССР от 26 октября 1943 года.
- Таначев, Василий Александрович, гвардии младший лейтенант, командир пулемётного взвода 225-го гвардейского стрелкового полка. Указ Президиума Верховного Совета СССР от 26 октября 1943 года.
- Тернавский, Иван Антонович, гвардии майор, командир дивизиона 158-го гвардейского артиллерийского полка. Указ Президиума Верховного Совета СССР от 23 сентября 1944 года.
- Филиппов, Александр Васильевич, гвардии сержант, наводчик орудия 158-го гвардейского артиллерийского полка. Указ Президиума Верховного Совета СССР от 26 октября 1943 года.
- Хусанов, Зиямат Усманович, гвардии сержант, командир отделения пулемётной роты 228-го гвардейского стрелкового полка. Указ Президиума Верховного Совета СССР от 22 февраля 1944 года.

 Кавалеры ордена Славы трёх степеней.
- Давиденко, Иван Евгеньевич, гвардии сержант, командир отделения станковых пулемётов 223-го гвардейского стрелкового полка. Указ Президиума Верховного Совета СССР от 15 мая 1946 года.
- Паничев, Борис Алексеевич, гвардии младший сержант, разведчик 75 отдельной гвардейской разведывательной роты. Указ Президиума Верховного Совета СССР от 27 июня 1945 года.
- Шеремет, Николай Николаевич, гвардии ефрейтор, старший разведчик-наблюдатель взвода управления дивизиона 158-го гвардейского артиллерийского полка. Перенаграждён указом Президиума Верховного Совета СССР от 10 ноября 1970 года.